# Ouragan Gordon (1994)
Pour les articles homonymes, voir Cyclone tropical Gordon.
L'ouragan Gordon est un ouragan de la saison cyclonique 1994 dans l'océan Atlantique nord. Actif à Cuba, à la Jamaïque, sur Hispaniola et en Floride, entre le 8 novembre 1994 et le 22 novembre 1994. Il y causé la mort de 1 152 personnes (dont 1 149 victimes directes).
L'ouragan Gordon à causé 594 M$ de dégâts, dont 400 M$ rien qu'en Floride.